# Cambridge
 Ovo je glavno značenje pojma Cambridge. Za druga značenja pogledajte Cambridge (razdvojba).
Grad Cambridge je staro Sveučilišno mjesto u UK i administrativni centar okruga Cambridgeshirea. Udaljen je približno 80 km sjeveroistočno od Londona, okružen mnogobrojnim manjim mjestima i selima. Cambridge leži u srcu tzv. Silicijske močvari (po analogiji na Silicijsku dolinu), koja je poznata kao vodeći centar high-tech tehnologije u Velikoj Britaniji. Tvrtke poput Acorn Computers i Sinclair utemeljene su upravo ovdje.
Cambridge je najpoznatiji kao Sveučilišno mjesto, koje obuhvaća čuvenu Cavendish laboratoriju, King College kapelu i Sveučilišnu knjižnicu. Posljednje dvije dominiraju nebom Cambridgea, zajedno s dimnjakom bolnice Addenbrooke gledano s južne strane grada, dok sa sjevera to je kula kapele St. John Collegea.
Prema popisu iz 2001. godine Cambridge je imao 108.863 stanovnika, uključujući i 22.153 studenta.

## Zemljopisni položaj
Smješten je 80 km sjeveroistočno od Londona

## Kultura
Cambridge je grad iz kojeg dolazi jedna od najpopularnijih rock skupina svih vremena - Pink Floyd. Osnivač grupe, Syd Barrett rođen je u Cambridgeu gdje je i studirao na sveučilištu. Tu je upoznao budućeg bassista grupe Rogera Watersa. Nakon kratkotrajne, ali uspješne karjere s Floydima, Barrett se vraća u rodni grad gdje i umire 2006. Poznati gitarist David Gilmour također se rodio u okolici Cmbridgea, a poznavao je Barretta još od ranih srednjoškolskih dana kada ga je i podučavao prvim akordima na gitari. Pink Floyd je jedna od najuspješnijih glazbenih institucija s preko 300 milijuna prodanih nosača zvuka.